# Narada Michael Walden
Michael Walden (Kalamazoo, Michigan, 23 april 1952) is een Amerikaanse drummer, producer, zanger, en liedjesschrijver. Hij kreeg de naam Narada van guru Sri Chinmoy in de jaren 70. Hij begon zijn carrière bij John McLaughlin en de groep Mahavishnu Orchestra (waar hij drummer Billy Cobham verving). Hij speelde ook op het album Wired van Jeff Beck.
Zijn eerste album, Garden of Love Light, kwam uit in 1976. Daarna kwam in 1979 het album Awakening uit met de top 10-hit I Don't Want Nobody Else (To Dance With You). Zijn volgende album The Dance of Life had een top 5-single I Shoulda Loved Ya. Hij had in 1985 een hit met Gimme, Gimme, Gimme; een duet met Patti Austin. In 1988 had hij in de Verenigde Staten een nummer 1-dance hit met Divine Emotions onder de naam Narada.

## Discografie

### Als producer/songwriter
Hij had als producer/songwriter de volgende nummer 1-hits met:
- Whitney Houston
  - "I Wanna Dance with Somebody (Who Loves Me)"
  - "So Emotional"
  - "All the Man That I Need"
- Mariah Carey
  - "I Don't Wanna Cry"
- Aretha Franklin
  - "Freeway of Love"
  - "I Knew You Were Waiting (for Me)"
- Starship
  - "Nothing's Gonna Stop Us Now"
- Lisa Fischer
  - "How Can I Ease the Pain"
- Al Jarreau
  - "Heaven & Earth"

### Eigen albums
- Garden of Love Light - 1976
- I Cry, I Smile - 1977
- Awakening - 1979
- The Dance of Life - 1979
- Victory - 1980
- Confidence - 1982
- Looking at You, Looking at Me - 1983
- The Nature of Things - 1985
- Divine Emotion - 1988
- Sending Love to Everyone - 1995
- Thunder 2013 - 2013
- Evolution - 2015

### Soundtracks
- Beverly Hills Cop II
- Perfect
- Waiting to Exhale
- Licence to Kill
- The Bodyguard
- Jason's Lyric
- 9½ Weeks
- Crooklyn
- Free Willy
- Mannequin
- The Associate
- Now and Again
- Innerspace

### Hitnoteringen
| Album             | Verschijnen | Label    | Hitlijsten | Hitlijsten | Hitlijsten | Hitlijsten |
| Album             | Verschijnen | Label    | NL1        | NL1        | GB         | US         |
| Album             | Verschijnen | Label    | Piek       | Weken      | Piek       | Piek       |
| ----------------- | ----------- | -------- | ---------- | ---------- | ---------- | ---------- |
| Awakening         | 1979        | Atlantic | —          | —          | —          | 103        |
| The Dance of Life | 1979        | Atlantic | —          | —          | —          | 74         |
| Victory           | 1980        | Atlantic | —          | —          | —          | 103        |
| Confidence        | 1982        | Atlantic | —          | —          | —          | 135        |
| Divine Emotion    | 1988        | Reprise  | 61         | 8          | 60         | —          |

| Lied                                         | Verschijnen | Album                | Hitlijsten | Hitlijsten | Hitlijsten  | Hitlijsten  | Hitlijsten    | Hitlijsten    | Hitlijsten | Hitlijsten |
| Lied                                         | Verschijnen | Album                | BE (VL)    | BE (VL)    | NL (Top 40) | NL (Top 40) | NL (Top 100)1 | NL (Top 100)1 | GB         | US         |
| Lied                                         | Verschijnen | Album                | Piek       | Weken      | Piek        | Weken       | Piek          | Weken         | Piek       | Piek       |
| -------------------------------------------- | ----------- | -------------------- | ---------- | ---------- | ----------- | ----------- | ------------- | ------------- | ---------- | ---------- |
| I Don't Want Nobody Else (To Dance with You) | 1979        | Awakening            | —          | —          | —           | —           | —             | —             | —          | 47         |
| I Shoulda Loved Ya                           | 1979        | The Dance of Life    | —          | —          | —           | —           | —             | —             | 8          | 66         |
| Tonight I'm Alright                          | 1980        | The Dance of Life    | —          | —          | —           | —           | —             | —             | 34         | —          |
| Gimme, Gimme, Gimme (met Patti Austin)       | 1985        | The Nature of Things | 6          | 9          | 10          | 9           | 9             | 10            | 87         | —          |
| Divine Emotions                              | 1988        | Divine Emotion       | 6          | 9          | 4           | 9           | 8             | 14            | 8          | —          |
| Can't Get You Outta My Head                  | 1988        | Divine Emotion       | —          | —          | —           | —           | —             | —             | 93         | —          |